# 荒井源太郎 (新居浜市長)
荒井 源太郎（あらい げんたろう、1895年（明治28年）10月22日 - 没年不詳）は、愛媛県新居浜市の第5代市長（任期：1947年4月5日～1951年4月4日）。公選での初代市長となった。

## 来歴
別子山村（現:新居浜市）の生まれで、目出度町（めったまち）と言われる鉱山町山方に生家があった。住友私立の小足谷小学校で学んだ。住友に勤務。1937年、第1回新居浜市会議員選挙に当選し2期務めた。1947年4月5日の市長選挙で市議会議長だった黒川雄之進と助役だった白石喜八を破り当選した。市長在任中は、戦後復興に尽力したが、任期中の1950年3月17日には新居浜市への昭和天皇巡幸があり、宮西小学校、日新化学（後の住友化学）、四国機械（後の住友重機械工業）などへの視察を先導している。また、東京出張中の1949年11月27日夜間には市庁舎がほぼ全焼という事件が起きている。その責任をとり辞意を表明するが、辞表の撤回につき議会で満場一致で要請された。その後、市庁舎再建のため東奔西走することとなった。2期目を目指し1951年の市長選挙に出馬したが、初代市長白石誉二郎の子で新居浜女学校校長だった白石捷一に敗れた。
1986年に夫人いく（1899 - 1993）が新居浜市立郷土美術館に寄贈したビクトリア製ピアノ（新居浜市内第1号のピアノとされる）があかがねミュージアムに修復、保存されている。